# Bosjökloster
Bosjökloster är ett slott i Bosjöklosters socken i Höörs kommun i Skåne län. Bosjöklosters socken har fått sitt namn från slottet. 
Slottet ligger vid Ringsjön och var ursprungligen ett nunnekloster, grundat på 1100-talet. Slottsanläggningen, där Bosjöklosters kyrka ingår, har borggård, rosengård, trädgårdsterrasser, örtagård och en av Sveriges äldsta ekar. På slottet finns konstutställningar, restaurang och museum. Bland större, årligen återkommande evenemang kan nämnas Skånska juldagarna i adventstid, Skånska lantlivsdagarna samt hund- och hästutställningar. Sedan 2009 arrangeras sommarkonserter under namnet Musik på Bosjökloster. På Bosjökloster, i trädgårdsmästarebostället precis söder om kyrktornet, föddes 1892 den kände tonsättaren Hilding Rosenberg.
Mellan riksväg 23 och slottet ligger Bosjökloster golfklubb.

## Historia

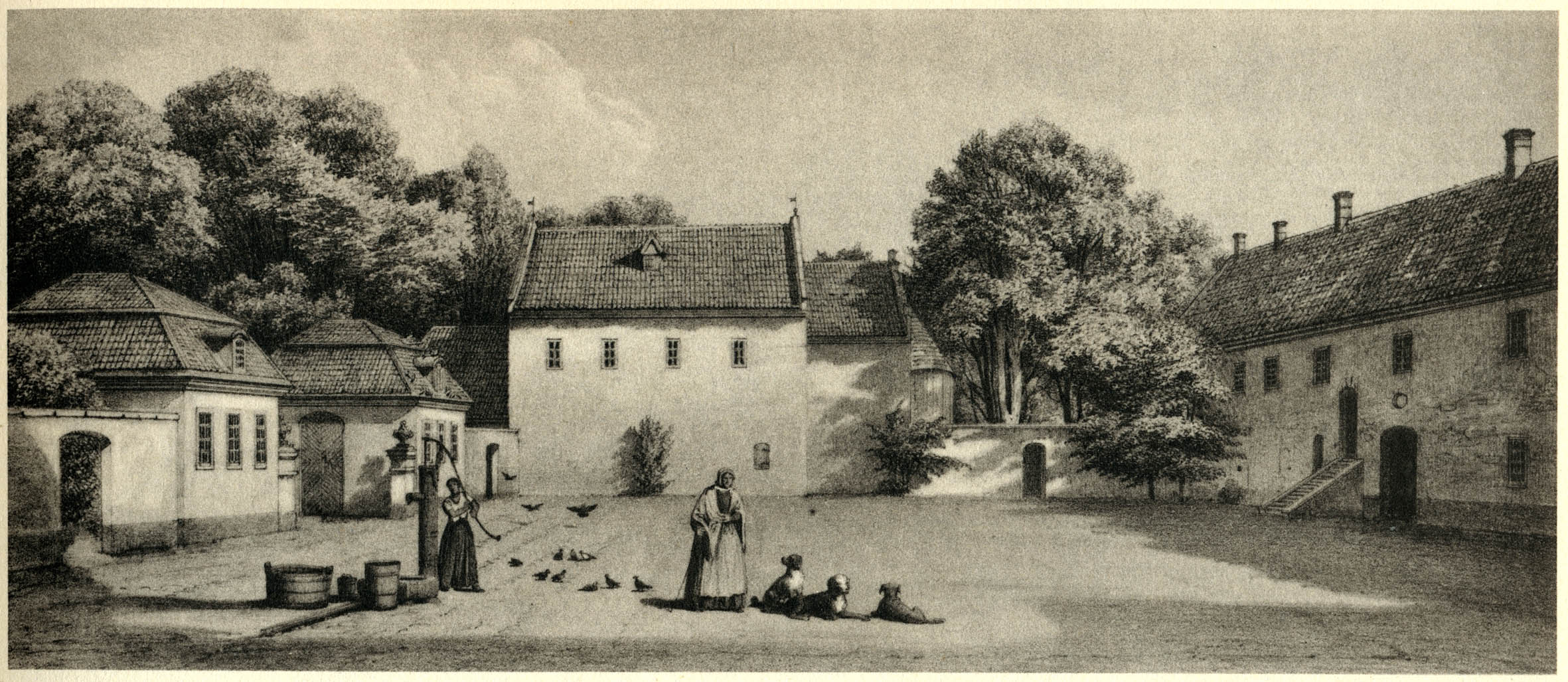
Bosjöklosters borggård före ombyggnaden på 1850-talet. Teckning av Ferdinand Richardt (1819–1895).

Bosjökloster ligger på en halvö mellan Västra Ringsjön och Östra Ringsjön, omkring sex kilometer söder om Höör - mitt i Skåne. Idag hänger Bosjökloster samman med fastlandet i norr, men i söder skiljs de åt av en smal kanal. Under medeltiden var den södra förbindelsen mellan de båda sjöarna 700 meter bred, och i norr fanns under större delen av året ett sund. Egendomen var alltså helt kringfluten av vatten. Det södra sundet kallades redan 1385 för ”Pramdragh”, vilket betyder att här fanns en färja. Den första bron över Pråmdragarsundet byggdes 1866–1870, under greve Corfitz Beck-Friis tid.

### Medeltiden
Bosjökloster var ett av tre medeltida nunnekloster i Skåne. Övriga två var Börringe kloster samt S:ta Maria & S:t Peders kloster i Lund. Samtliga nunnekloster tillhörde benediktinerorden. Klostret uppfördes på en stor ö i Ringsjön, vars vattenyta före 1800-talet var betydligt högre än nu. 
Genom ett bevarat påvebrev, utställt av påven Lucius III omkring 1182, så tog påven klostret i sitt beskydd. I brevet framgår, att det kunnat grundas genom en donation av stormannen över Skåne och Halland vid namn Tord Thott "den skäggige" Gaggae, en före detta vikingahövding, som sedermera låtit döpa sig.[källa behövs] Tord Thott Gaggae levde fortfarande vid brevets utställande. Tord donerade 31 gårdar till klostret, tillsammans med hälften av allt fiske i Ringsjön. Den andra hälften skulle tillfalla klostret vid hans död, för att hans själ skulle få vila i frid. Det framgår också att klostret styrdes av en priorissa vid namn Julian, alltså inte av en abbedissa. Detta visar att klostret var underställt ett av ärkestiftets huvudkloster, som hade att tillsätta en prior för att bevaka dess ekonomiska transaktioner. Den förste priorn var också en munk, Petrus, från Allhelgonaklostret i Lund. 
Bosjökloster var en mycket rik klosterstiftelse. Under medeltiden utökades klostrets gårdsbestånd kontinuerligt genom donationer. År 1525 uppgick hela gårdsbeståndet till 216 gårdar i Skåne. Till detta godsinnehav ska läggas den engångsavgift, som varje nyinträdd nunna hade att betala. År 1402 uppgick avgiften till exempel till 20 mark silver och 1502 till 100 mark penningar per novis. Dessutom var klostret befriat från ett flertal skatter. Merparten av nunnorna kom således från de rika skånska släkterna. Det fanns ett flertal adelsdamer i klostret, från bland annat släkterna Galen, Rosensparre och Thott. Detta var ofta de rika familjernas lösning för döttrar som de inte lyckades gifta bort.

#### Klosterbyggnaderna
| Den östra klosterlängan. | Absiden. | Klosterkyrkans interiör. |
| Den östra klosterlängan. | Absiden. | Klosterkyrkans interiör. |

Genom stora ombyggnader på 1800-talet har mycket av den medeltida bebyggelsen försvunnit eller genomgått stora förändringar. Arkitekten och konsthistorikern Carl Georg Brunius arbetade på 1850-talet med själva kyrkan, medan Helgo Zettervall på 1870-talet förändrade slottets östra och södra längor. Den klosterlänga, som en gång bildade klostrets västra sida hade försvunnit redan tidigare,  men finns avbildad som ruin på ett kopparstick från 1680-talet. 
Klosterkyrkan består av en absid, ett relativt litet kor, ett mycket högt långhus och ett västtorn. Absiden är speciell, uppförd av sandsten med vertikala lisener och en utvändig, lågt placerad murnisch. Den har stora likheter med absiden i den närbelägna Fulltofta kyrka och kan dateras till mitten av 1100-talet. Västtornet tillkom under Brunius restaurering. Tidigare hängde kyrkklockorna i en fristående klockstapel på kyrkogården norr om kyrkan. Vid ombyggnaden på 1850-talet försvann också de fyra små fönster, som satt högst upp på långhusets sydsida. Istället lät Brunius sätta in höga fönster både i den södra och norra långhusmuren.

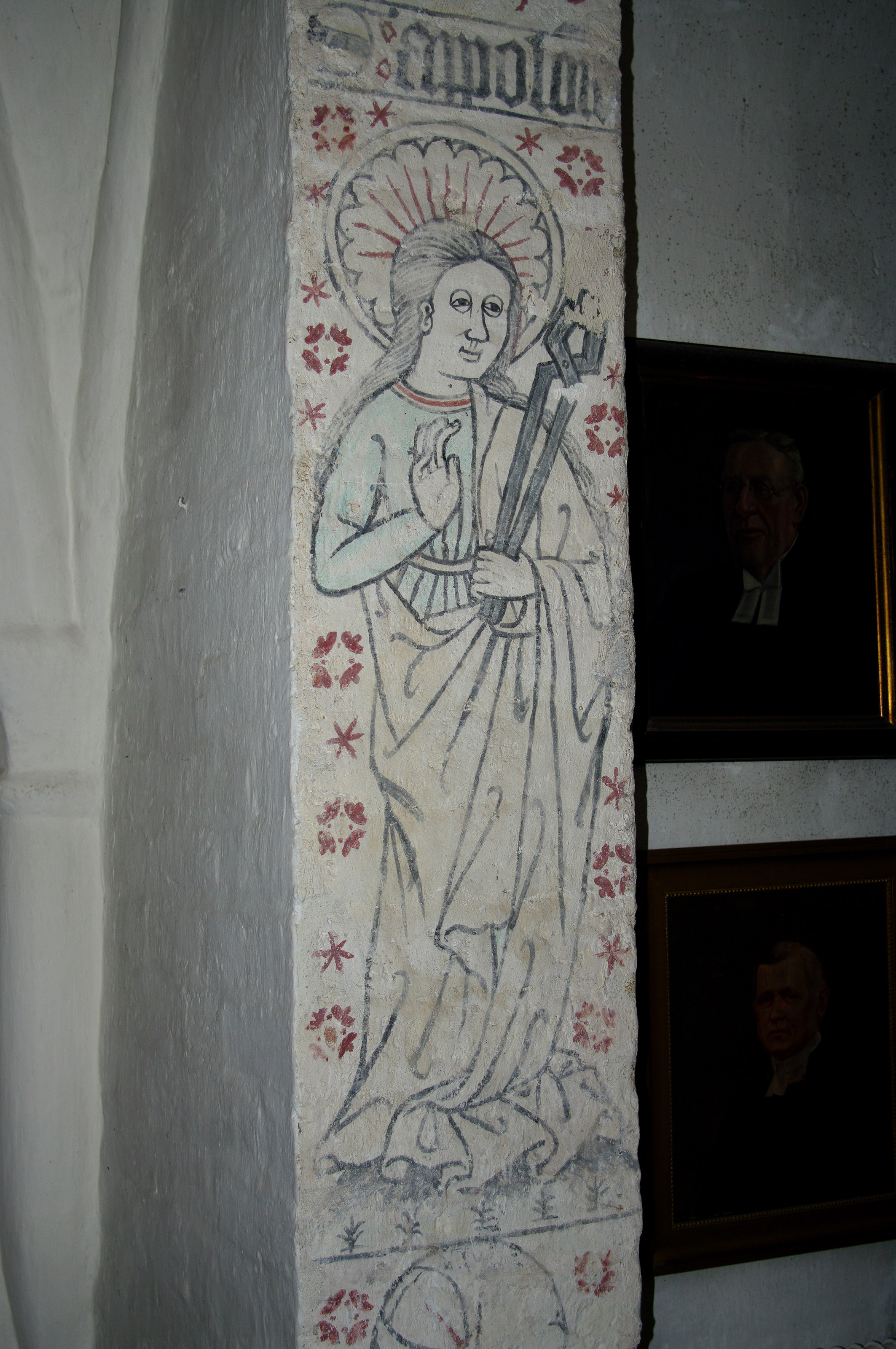
Helgonet S:ta Apollonia i klosterkyrkan.

Nunnorna har haft tillträde till klosterkyrkan från andra våningens i klostrets västra länga. År 1983 undersöktes kyrkans södra långhusmur och där påträffades en igenmurad ingång högt upp i murens västra del. Från den nu försvunna klosterlängan har nunnorna alltså kommit in i kyrkan på en träbalkong för att hålla sina mässor. I den västra gavelmuren påträffades en mängd inmurade så kallade ljudkrukor, vilka haft till funktion att förstärka ljudet av nunnornas sång. Sådana ljudkrukor påträffas vanligen i koret där korsången framfördes. Ljudkrukornas placering i västra gavelmurens övre del stödjer teorin att det var här nunnorna vistades under mässan. Kyrkan kor är dessutom alldeles för litet att rymma ett helt klosterkonvents nunnor.
I koret, på norra sidan av tribunbågen, finns en välbevarad kalkmålning av helgonet Sankta Apollonia. Målningen är utförd på 1400-talet efter att man slagit valvet i koret. Apollonia var en jungfru som enligt legenden led martyrdöden på 250-talet, efter att ha fått alla sina tänder utdragna. Hon är därför fortfarande tandläkarnas skyddshelgon. På bilden i Bosjöklosters kyrka håller hon en stor hovtång i handen, i vilket det sitter en utdragen tand. Varför detta helgon fått en så framträdande plats i klosterkyrkan är inte klarlagt. Kanske ägde nunnorna en relik efter helgonet, som ingått i de vallfärder till kyrkan, som påven flera gånger gav avlat för.

### Efter medeltiden
| Gravsten över Thale Ulfstand och hennes män. Familjen ligger begravda i en krypta i Bosjöklosters kyrka. |  | Epitafium över Thale Ulfstand och hennes släkt. Det var fru Thale Ulfstand på Bosjökloster som lät måla epitafiet med porträtt av hela den Ulfstandska familjen i Bosjöklosters kyrka. |
| Gravsten över Thale Ulfstand och hennes män. Familjen ligger begravda i en krypta i Bosjöklosters kyrka. |  | Epitafium över Thale Ulfstand och hennes släkt. Det var fru Thale Ulfstand på Bosjökloster som lät måla epitafiet med porträtt av hela den Ulfstandska familjen i Bosjöklosters kyrka. |

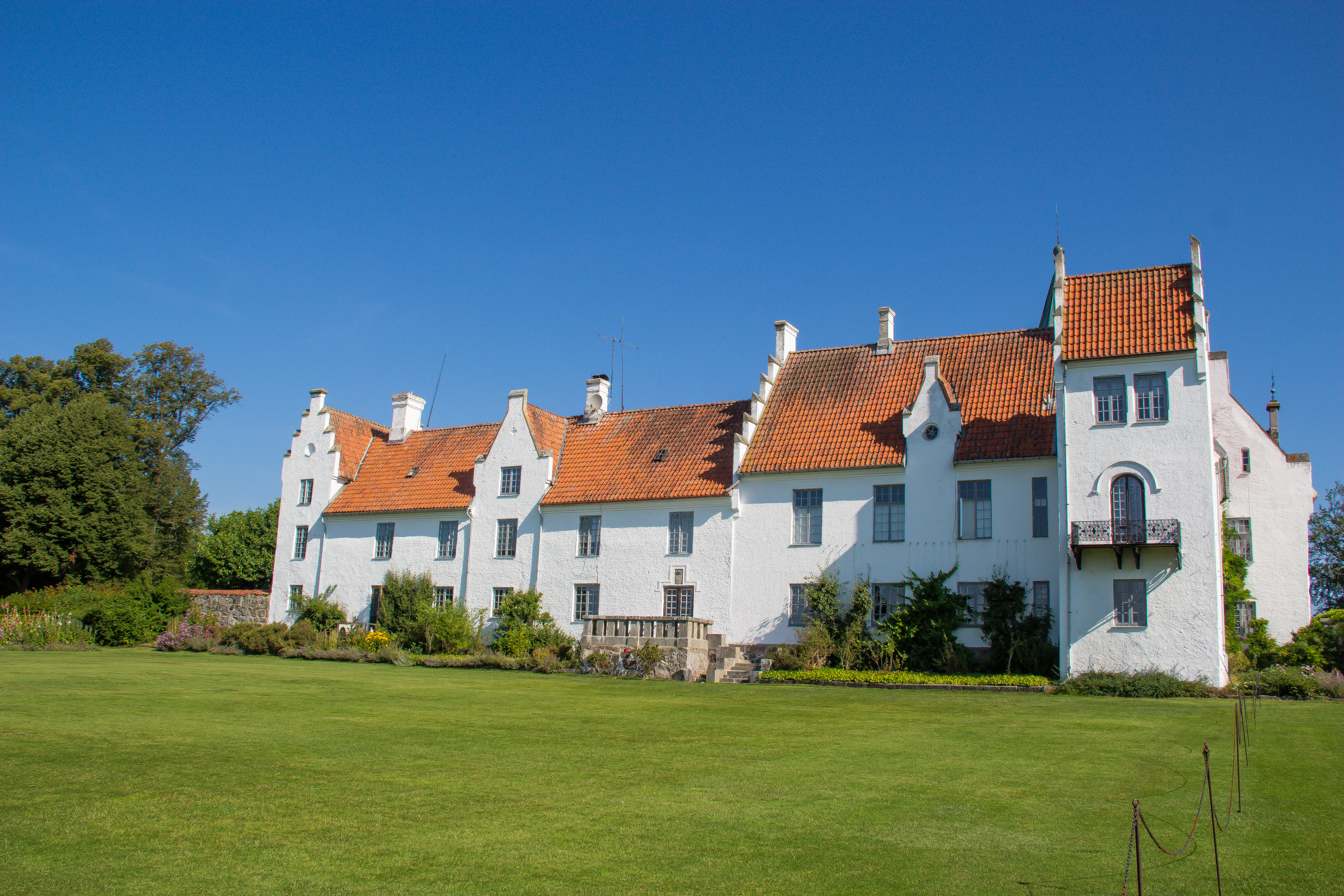
Bosjökloster, foto 2014.

Efter reformationen drogs klostret in till kronan 1536 och gavs i förläning till Torben Bille, den nyligen avsatte katolske ärkebiskopen i Lund. Nunnorna hade emellertid möjlighet att bo kvar under sin livstid. Efter Torben Billes död 1551 övergick förläningen till Hans Barnekow. 1560 skiftades godset mellan fru Thale Ulfstand och Sten Rosensparre. Samma år flyttade de sista nunnorna från Bosjökloster till det forna S:t Peders kloster i Lund. 
Med Thale Ulfstand kom det forna klostret i en kraftfull kvinnas hand. Hon hade 1552 gift sig med Povel Laxmand, som dock dog fem år senare. Paret fick tre barn, Povel, Birte och Holger. Thale Ulfstand kom att leva som änka på Bosjökloster under resten av sitt liv. På midsommarafton 1562 drunknade sonen Holger Laxmand i Ringsjön. Han finns avbildad på en gravsten som i dag står i kyrkans tornrum. 
I kyrkans kor hänger på den norra väggen ett stort målat epitafium över de adliga familjerna Ulfstand och Laxmand. Under epitafiet finns en text som anger de avbildades namn och dödsår. Fru Thale Ulfstand knäböjer i mitten och hennes dödsår har endast angetts med en etta. Hon var den sista som dog av alla avbildade och hennes dödsår 1604 målades aldrig dit. Epitafiet måste därför vara gjort i slutet av 1500-talet.
På en praktfull gravsten i västra långhusmuren finns fru Thale avbildad tillsammans med sin man Povel Laxmand, död 1557, och deras son Poul Laxmand, död 1579.  På en annan gravsten finns hennes dotter Birte Laxmand med sin förste man Peter Bille, död 1581, samt Birte Laxmands andre make Corfitz Grubbe, död 1592. Fru Thale och hennes man finns också avbildade på målningar på altarskåpets dörrar. Detta altarskåp är troligtvis tillverkat under 1510-talet och skänktes till kyrkan 1588 av Birte Laxmand.  
Efter fru Thales död 1604 kom Bosjökloster snart i släkten Becks ägo. 1628 övertogs slottet av Jochum Beck. Han var en av Danmarks rikaste män och far till Jacob Beck, stamfar till släkten Beck-Friis. Efter misslyckade affärer med bland annat Andrarums alunbruk tvingades han att sälja godset till den mäktige Corfitz Ulfeldt, gift med den danske kungen Kristian IV:s dotter Leonora Christina. Corfitz Ulfeldt blev dansk förrädare under kriget mellan Sverige och Danmark 1657–1658, då han gick i tjänst hos den svenske kungen Karl X Gustav. Efter att Corfitz Ulfeldt förrått även den svenske kungen övertogs Bosjökloster av svenska kronan, och först 1735 lyckades Ulfeldts barnbarn Corfitz Ludvig Beck-Friis återfå godset. Ursprunget för ätten Beck-Friis är den danska uradelssläkten Beck, som ägde Bosjöklosters slott och Gladsax hus, med flera skånska slott. Friherre Lave Gustaf Beck-Friis (1834–1904), var den siste Beck-Friis som ägde Bosjökloster. När friherre Lave Beck-Friis avlidit såldes slottet 1908, efter cirka 280 år i släkten Becks och Beck-Friis ägo, till greve Philip Bonde, i släkten Bonde.  
År 1908 förvärvades således egendomen av greve Philip Bonde och hans hustru grevinnan Anna Bonde. Greve Philip Bonde skapade ett mönsterjordbruk på gården. Deras son Carl-Philip Bonde övertog så småningom egendomen. 1962 öppnade han och hans hustru Ellen Bosjöklosters slott för allmänheten. Deras yngste son Thord Bonde (född 1941) driver nu Bosjökloster vidare, tillsammans med sin familj. Under 1980-talet genomfördes omfattande restaureringar av samtliga stallbyggnader. Slottsanläggningen har årligen tiotusentals besökare från Sverige och andra länder.